# Deniz Burnham
Pour les articles homonymes, voir Burnham.
Deniz Burnham, née vers 1985 à l'Incirlik Air Base, lieutenant de l'US Navy, est une astronaute américaine sélectionnée en 2021 au sein du groupe d'astronautes 23 de la NASA.

## Biographie
Deniz Burnham est une ancienne stagiaire au Ames Research Center de la NASA dans la Silicon Valley, en Californie. Burnham sert dans la United States Navy Reserve. Elle a obtenu un baccalauréat en génie chimique de l'université de Californie à San Diego et un master universitaire en génie mécanique de l'université de Californie du Sud à Los Angeles. Burnham est un leader expérimenté dans l'industrie de l'énergie, gérant des projets de forage sur site dans toute l'Amérique du Nord, y compris en Alaska, au Canada et au Texas.